# Javorani
Javorani (szerbül: Јаворани), település Kneževo községben, Bosznia-Hercegovinában, a Bosanska Krajina keleti részén, a Szerb Köztársaságban.

## Fekvése
A település Bosznia-Hercegovina északi részén, Banja Lukától légvonalban 16, közúton 23 km-re délre, községközpontjától légvonalban 18, közúton 27 km-re északnyugatra, a Banja Lukát Kneževóval összekötő úton, 470-850 méteres magasságban található. Javoranitól délnyugatra található a Tisovac-hegy (1172 m).

## Népessége
| Nemzetiségi csoport | Népesség 1991 | Népesség 2013 |
| ------------------- | ------------- | ------------- |
| Szerb               | 1273          | 792           |
| Bosnyák             | 0             | 0             |
| Horvát              | 1             | 0             |
| Jugoszláv           | 6             | 0             |
| Egyéb               | 9             | 0             |
| Összesen            | 1289          | 792           |

## Története
Javorani területe az ókorban, sőt már a bronzkorban is lakott volt. A határában található Javorska Gradina egy bronzkori és kora vaskori erődített település régészeti lelőhelye. Bizonyos, hogy ezen a területen illír származású lakosok éltek, akik később keltákkal, majd a beözönlő szláv népekkel keveredtek. A Knezovi nevű lelőhelyen egy mesterségesen kialakított platón tégla és mésztufa építőanyagból épített falak maradványai találhatók, melyek egy római erődhöz tartozhattak. A falu területe a középkorban is lakott volt, ezt bizonyítja a Mramorje nevű késő középkori temető maradványai, ahol több késő középkori sírkő is található. A késő középkorban a Štražbenica nevű magaslaton egy vár is állt. 1528-ban Huszref bég meghódította Jajcát, és csata nélkül behatolt Banja Lukába. Ekkor került ez a terület is török kézre.
A kutatások szerint a mai Javoranit a 17. században alapították. A lakosság legnagyobb része Montenegróból és Szerbiából származik. A török hódítók elől elmenekültek és ezen a területen telepedtek le. Az első családok közé tartozott a Cvišić család. Javorani nevét akkor kapta, amikor a törökök felakasztották a Cvišić család vénét egy juharfára, amiről az emberek Javoraninak nevezték a helyet.. Később sok család költözött be: Delići, Nagraisalovići, Jošići, Tubići, Kaurini és mások. E családok leszármazottai ma is élnek ezen a területen, bár sokan közülük Banja Lukába költöztek.
A szerb lakosságú település 1878-ig tartozott az Oszmán Birodalomhoz, ekkor a berlini kongresszus határozata alapján az Osztrák-Magyar Monarchia része lett. 1879-ben az első osztrák-magyar népszámlálás során a Banja Luka-i járáshoz és Banja Luka községhez tartozó településnek 59 háztartása és 631 ortodox szerb lakosa volt. 1910-ben a Kotor Varoš-i járáshoz tartozó Javorani községnek 84 háztartást és 855 ortodox lakost találtak. Az első világháború kitörésével a szerb nemzetiségű helyieket erőszakkal mozgósították az osztrák-magyar hadseregbe, de többségük azonnal dezertált, és a Szaloniki Front önkénteseként jelentkezett a szerb alakulatoknál. A monarchia szétesésével 1918-ban előbb a Szerb-Horvát-Szlovén Királyság, majd 1929-től a Jugoszláv Királyság része lett. 1921-ben Javoraninak 799 lakosa volt, mind ortodox szerbek. Az 1929-es törvény értelmében, amikor Bosznia-Hercegovinát négy banovinára, Drinskára, Vrbaskára, Zetskára és Primorskára osztották, a település a Vrbaska banovina része lett, amelynek székhelye Banja Luka volt. Jugoszlávia megszállása után a Független Horvát Állam (NDH) része lett. A második világháború után 1992-ig a település a szocialista Jugoszlávia keretében a Bosznia-Hercegovinai Népköztársaság része volt. A boszniai háborút lezáró daytoni békeszerződést követő területfelosztásnál a Szerb Köztársaság területéhez került.

## Oktatás
A faluban általános iskola, posta és egészségügyi központ működik.

## Nevezetességei
- Szent Miklós tiszteletére szentelt ortodox fatemploma. A 18. századi gerendatemplom, mely az egyik legrégebbi a környéken. A templom első írásos említése Szent Miklós 1756-os ikonján található. Azt sem tudni, mikor szentelték fel eredetileg, és azt sem, hogy ki szentelte fel. Kívülről úgy néz ki, mint egy egyszerű, alapvetően téglalap alaprajzú épület. A falak tölgyfa rönkökből készültek, melyek szépen kifaragott, téglalap keresztmetszetűek. A templom 9,46 méter hosszú, 4,92 méter széles és 5,50 méter magas.[8][9] 2003-2004-ben a templomot renoválták. Az újjáépítési projektet a Szerb Köztársaság Kulturális és Természeti Örökségvédelmi Intézete végezte. A helyi néphagyományban az a legenda él, hogy a templom egy éjszaka megváltoztatta állítólagos eredeti helyét, és Grabežből átköltözött jelenlegi helyére, a Cvišić-hegyre. Van egy történet arról is, hogy az oszmán szultán engedélyt kapott istentiszteleti hely építésére, de csak akkorára, hogy egy ökörbőr befedhesse. Ezt a korlátot azonban leleményességgel küszöbölték ki.[9]

- Szent Miklós tiszteletére szentelt ortodox plébániatemploma 1931-ben épült.

- Javorska Gradina - egy bronzkori és kora vaskori erődített település régészeti lelőhelye.[10]

- Knezovi – római erőd maradványai egy mesterségesen kialakított platón tégla és mésztufa építőanyagból épített falmaradványokkal.[11]

- Mramorje – késő középkori temető maradványai három fennmaradt stećak sírkővel.[11]

- Štražbenica – középkori vár maradványai. Egy domináns magaslat platóján késő középkori falmaradványok láthatók.[11]